# École supérieure Dénes Gábor
L'École supérieure de communication et de commerce de Budapest (hongrois : Gábor Dénes Főiskola, GDF) est une école supérieure hongroise située à Budapest et fondée en 1992. 